# Axel von Mardefeld
El conde Axel von Mardefeld o Axel Freiherr von Mardefeld o Axel von Maasberg (Maesberg) (en sueco: Axel von Massberg, friherre Marderfelt; Pomerania Sueca, 1691 - Berlín, 8 de diciembre de 1748) fue un noble prusiano que ejerció como embajador y ministro del gabinete.

## Biografía
Axel von Mardefeld era miembro de la familia noble sueca Mardelfelt. Sus padres eran el general sueco Arvid Axel Mardefelt (1655-1708) y Catharina, nacida von Wedeman (f. más tarde de 1715). Contrajo matrimonio en 1712 con Marie Elisabeth von Stryska (Strzyszka) (1688-1717), hija del comandante de los oberschenk de Brandemburgo Samuel von Stryska (Strzyszka) (f. 1693) y de María von der Groeben (f. más tarde de 1697).
Mardefeld fue enviado a como valet de chambre a la corte prusiana y de ella a la rusa en 1724 como aprendiz y ayudante del embajador en San Petersburgo, Gustav von Mardefeld (1664-1729), su tío. En 1728 lo sucedió, presentándose en la corte como el conde Mardefeld y gozando de gran influencia en ella, especialmente en los primeros años del reinado de la zarina Isabel I. En 1742 fue nombrado miembro del Real Consejo Secreto. A su regreso a Prusia en 1747 se le otorgó la Orden del Águila Negra y se le nombró ministro del gabinete en sustitución del fallecido Kaspar Wilhelm von Borcke (1704-1747).